# مبارک سعید
مبارک سعید (انگلیسی: Mubarak Saeed؛ زادهٔ ۱۸ اکتبر ۱۹۹۱) یک بازیکن فوتبال است.